# A rólad alkotott kép
A rólad alkotott kép (eredeti cím: The Idea of You) 2024-ben bemutatott amerikai romantikus filmdráma, amelyet Michael Showalter és Jennifer Westfeldt forgatókönyvéből Showalter rendezett, Robinne Lee azonos című regénye alapján. A főbb szerepekben Anne Hathaway és Nicholas Galitzine látható.
A regény filmadaptációját 2018 végén jelentették be Cathy Schulman és Gabrielle Union producerek. Savan Kotecha szerezte és írta az eredeti dalokat. 
Világpremierje 2024. március 16-án volt a South by Southwest rendezvényen, és 2024. május 2-án jelent meg az Amazon Prime Videón. Általánosságban pozitív visszajelzéseket kapott a kritikusoktól.

## Cselekmény
Solène Marchand elvált művészeti galériatulajdonos, aki Los Angelesben él. Negyvenedik születésnapja közeledtével  egyedül tervez kempingezni menni, míg volt férje, Daniel a tinédzser lányukat, Izzy-t és a barátait viszi el a Coachella Fesztiválra. Amikor Danielt az utolsó pillanatban behívják a munkahelyére, Solène vonakodva lemond a kempingezésről, és elkíséri a tiniket a fesztiválra.
Daniel elintézte, hogy a tinédzserek találkozhassanak a fesztiválon az August Moon nevű brit fiúbandával. Miközben Solène a VIP-részlegen várakozik, belép egy fürdőszobának hitt helyre, amiről kiderül, az August Moon egyik tagja, Hayes Campbell lakókocsija. A két fél flörtölni kezd egymással, bár Solène, aki tizenhat évvel idősebb Hayesnél, nem érzi jól magát a vonzalom miatt. Később, az August Moon előadása alatt Hayes látszólag megváltoztatja a műsorlistát, és egy dalt neki dedikál.
Solène születésnapi partiján csalódottan tapasztalja, hogy a korabeli férfiak nem vonzzák. Nem sokkal a fesztivál után Hayes váratlanul megjelenik Solène galériájában, látszólag műalkotások vásárlása céljából. Miután megveszi az összes kiállított darabot, Solène elviszi őt egy barátja raktárstúdiójába, ahol az életről és a művészetről beszélgetnek. Amikor Solène-nél ebédelnek, a nő megosztja vele, hogy még mindig küzd a volt férje hűtlenségével, Hayes pedig elmondja, hogy szeretné, ha komolyan vennék zenészként. Megcsókolják egymást, de Solène visszautasítja őt.
Hayes otthagyja az óráját, majd a galéria számláján megtalálja Solène telefonszámát, és üzenetet küld neki, hogy csatlakozzon hozzá New Yorkban. Mivel Izzy nyári táborban van, Solène New Yorkba repül, és találkozik Hayesszel a szállodájában, ahol lefekszenek egymással. Hayes meggyőzi, hogy tartson vele az August Moon európai turnéjára. Solène szeretné titokban tartani a kapcsolatukat, így sem Izzynek, sem másnak nem mond róla semmit.
Az európai turné során Solène továbbra is támogatja Hayest, és a kapcsolatuk folyamatosan testi és érzelmi szinten is elmélyül a szállodai találkozások során. Amikor a banda a francia Riviérán pihen, Solène egyre kényelmetlenebbül érzi magát a többi, fiatalabb nő társaságában. A zenekar néhány tagja elárulja neki, hogy Hayes dala neki való dedikálása csupán egy szokásos trükk a nők lenyűgözésére, és hogy korábban is volt már kapcsolata idősebb nőkkel. Solène úgy érzi, hogy félrevezették, és kiábrándul a kapcsolatból, ezért hirtelen visszatér Los Angelesbe. Daniel, aki időközben értesült Solène és Hayes kapcsolatáról, kérdőre vonja a nőt, de ő tagadja, hogy bármi is lett volna kettejük között.
Nem sokkal később paparazzifotók jelennek meg az interneten Solène és Hayes kapcsolatáról, ami miatt Solène hirtelen nagy figyelem középpontjába kerül, akaratán kívül. Amikor elmegy Izzyért a táborba, a lánya dühösen reagál a hazugság miatt, de végül megbocsát az anyjának. Solène ezután ellátogat abba a hangstúdióba, ahol Hayes dolgozik, és újra fellángol köztük a szerelem, ezúttal már nyilvánosan vállalják a kapcsolatukat. Solène és családja törlik a közösségi média profiljaikat.
Daniel aggodalmát fejezi ki Solène felé a kapcsolatuk hatása miatt, mivel Izzy az iskolában nehézségekkel küzd a helyzet miatt. Egy New York-i út után Hayes visszatér, és Solène ismét véget vet a kapcsolatnak. Hayes azonban ismét felkeresi őt otthon, és azt javasolja, hogy öt év múlva – amikor Izzy már befejezte az iskolát – fontolják meg újra, hogy együtt legyenek. A találkozás végén Hayes ismét ott hagyja az óráját Solène-nél.
Öt évvel később, amikor Izzy már Chicagoban él, Solène a televízióban látja Hayest, amint a The Graham Norton Show-ban lép fel, és megemlíti, hogy Los Angelesbe készül. Hayes visszatér a galériába, ahol Solène-nel örömteli, könnyekkel teli újraegyesülésben van részük.

## Szereplők
| Szerep                                | Színész              | Magyar hang            |
| ------------------------------------- | -------------------- | ---------------------- |
| Solène Marchand, galériatulajdonos    | Anne Hathaway        | Bogdányi Titanilla     |
| Hayes Campbell, popsztár              | Nicholas Galitzine   | Czető Roland           |
| Izzy Marchand, Solène tinédzser lánya | Ella Rubin           | Szabó Zselyke          |
| Tracy                                 | Annie Mumolo         | Mezei Kitty            |
| Daniel Marchand, Solène exférje       | Reid Scott           | Horváth-Töreki Gergely |
| Eva                                   | Perry Mattfeld       | Solecki Janka          |
| Zeke Randall                          | Jordan Aaron Hall    | Baráth István          |
| Georgia                               | Mathilda Gianopoulos | Laudon Andrea          |
| Claire                                | Meg Millidge         | Dögei Éva              |
| Jeremy                                | Cheech Manohar       | Pálmai Szabolcs        |
| Oliver Hoyt-Knight                    | Raymond Cham Jr.     | Tóth Márk              |
| Adrian                                | Jaiden Anthony       |                        |
| Simon                                 | Viktor White         |                        |
| Rory                                  | Dakota Adan          |                        |
| Jodie                                 | Roxy Rivera          | Sipos Eszter Anna      |
| Önmaga                                | Graham Norton        |                        |
| Todd                                  | Brent Bailey         |                        |
| Amber                                 | Nina Bloomgarden     | Wessely-Simonyi Réka   |
| Nancy                                 | Grace Junot          |                        |

### Magyar változat
- Magyar szöveg: Szojka László
- Hangmérnök: Igor Lattes
- Szinkronrendező: Szabó Zselyke
- Szinkron felügyelő: Nékám Petra
- Produkciós vezető: Gyarmati Zsolt

A szinkront a Masterfilm Digital Kft. készítette el.

## A film készítése
2018 decemberében jelentették be, hogy Robinne Lee A rólad alkotott kép című regényének adaptációját a Welle Entertainment választotta Cathy Schulman és Gabrielle Union producerrel. Union, aki a 2000-es évek eleje óta barátságban áll Lee-vel, 2018-ban minden idők tíz kedvence közé sorolta a könyvet. 2021 júniusában kiderült, hogy Jennifer Westfeldt adaptálta a regényt, Anne Hathaway pedig megkapta a főszerepet, és egyben az egyik producer is lett.
2022 augusztusában Michael Showaltert választották meg rendezőnek. A következő hónapban Nicholas Galitzine csatlakozott a szereplőgárdához, mint „a bolygó legdögösebb fiúbandájának” énekese, októberben pedig kiderült, Ella Rubin játssza Hathaway lányát, emellett a forgatási munkálatok is megkezdődtek. Ugyanebben a hónapban Annie Mumolo, Reid Scott, Perry Mattfeld, Jordan Aaron Hall, Jaiden Anthony, Raymond Cham, Vik White és Dakota Adan csatlakozott a szereplőgárdához.
A forgatás 2022 októberében zajlott georgia-i Atlantában, Savannah-ban és környékén.
A filmben szereplő műalkotások nagy részét valódi művészek készítették.  Hathaway és Amy Williams produkciós tervező együtt dolgoztak a művészeti alkotások beszerzésén, Williams így nyilatkozott: „Nagyon keményen dolgoztunk azon, hogy a művészet a középpontba kerüljön, és hiteles legyen”.

## Bemutató
A film világpremierje 2024. március 16-án volt a South by Southwest rendezvény zárófilmjeként. Az Amazon Prime Videón 2024. május 2-án jelent meg.